# Selenops iberia
Selenops iberia là một loài nhện trong họ Selenopidae.
Loài này thuộc chi Selenops. Selenops iberia được G. G. Alayón miêu tả năm 2005.